# Se solo fosse vero
Se solo fosse vero (Just Like Heaven) è un film del 2005 di Mark Waters, con Reese Witherspoon e Mark Ruffalo. È una commedia romantica tratta dall'omonimo romanzo di Marc Levy.

## Trama
Elizabeth "Lizzy" Masterson è un giovane medico che lavora assiduamente nel pronto soccorso di un ospedale. La sua totale dedizione al lavoro, però, la priva di una vita sociale e privata. Una sera, mentre sta tornando a casa dal lavoro, è coinvolta in un incidente stradale.
Tre mesi dopo David Abbott, un vedovo ancora scosso dalla morte della moglie (avvenuta due anni prima per un'emorragia cerebrale), si trasferisce in affitto nell'appartamento di Lizzy, dopo aver trovato accidentalmente un annuncio. La ragazza, da tre mesi in ospedale in stato di coma (ma il pubblico e lo stesso David lo scopriranno solo verso la metà del film) in seguito all'incidente, appare a David nell'appartamento. Nonostante gli compaia in sembianze umane, possiede capacità spettrali: può svanire e oltrepassare le barriere artificiali. Quando si incontrano, sono entrambi sorpresi della presenza di un estraneo, ma in breve tempo Lizzy si rende conto della sua condizione e con l'aiuto di David, che si scopre l'unico che può vederla e sentirla, rivivendo i posti e rivedendo le persone che le sono state vicino in passato, comincia a riacquistare la memoria della sua vita prima dell'incidente. Lizzy e David si innamorano quindi l'uno dell'altra, ma non se ne rendono subito conto.
Trovano l'ospedale dove lavorava la ragazza e il suo corpo in coma, lui si presenta come un uomo che aveva conosciuto, ma è stato all'estero per lavoro, prima dell'incidente.
Quando tutto sembra perduto per Lizzy, in quanto sua sorella Abby ha autorizzato i medici a scollegare le macchine che la tengono in vita, David cerca di convincerla che vede il fantasma della sorella e lei lo caccia, ma la sua figlia minore rivela di aver visto la zia, cosa che anche Lizzy ha notato, quando giocando a dare il thè alle bambole aveva offerta una tazzina anche a lei.
David con l'aiuto dell'amico Jack rapisce il suo corpo incosciente in ospedale, qui si scopre che Jack è l'ex di Abby e la notte dell'incidente aveva organizzato un appuntamento per aiutare l'amico e fare conoscere qualcuno all'ex cognata, vero motivo per cui solo David può vederla. Dopo un rocambolesco tentativo di fuga dall'ospedale, lo spirito di Elizabeth rientra nel corpo, dopo che David ha cercato di rianimarla col bocca a bocca, facendola risvegliare dal coma, ma lei non si ricorda più di nulla.
Qualche giorno dopo, David e Liz, ormai ristabilitasi completamente, si incontrano una seconda volta sulla terrazza dell'appartamento di lei, che David ha deliziosamente addobbato a giardino fiorito (in quanto architetto di giardini). Dandosi la mano, Liz riacquista il ricordo del tempo trascorso assieme al suo salvatore e i due si baciano.

## Colonna sonora
Il brano musicale che fa da sottofondo ai titoli di coda del film è Just Like Heaven dei The Cure, brano del 1987 che dà il titolo al film in lingua originale, mentre quella di apertura è una cover dello stesso brano eseguita da Katie Melua.
È stata distribuita anche la colonna sonora del film, che comprende i seguenti brani:
1. Katie Melua - Just like Heaven
2. Pete Yorn - Just my Imagination (Running Away With Me)
3. Kay Hanley - Lust for Life
4. The Cars - Good Times Roll
5. Bowling for Soup - Ghostbusters
6. Kelis - Brass in Pocket
7. Screamin' Jay Hawkins - I Put a Spell on You
8. Beck - Strange Invitation
9. Imogen Heap - Spooky
10. Chakachas - Jungle Fever
11. Emerson Hart - Bad Case of Lovin' You
12. Amos Lee - Colors
13. The Cure - Just like Heaven
14. Rolfe Kent - Her Picture
15. Rolfe Kent - David Alone
16. Rolfe Kent - I'm Seeing Someone
17. Rolfe Kent - Machines Don't Know Everything
18. Rolfe Kent - I Remember You

## Accoglienza

### Incassi
Il film, prodotto con un budget di circa 58.000.000 dollari, ne ha incassati poco meno di 103.000.000 globalmente, di cui circa 48.000.000 negli Stati Uniti e circa 55.000.000 nel resto del mondo, dei quali 1.550.000 circa in Italia.

## Riconoscimenti
- 2006 - Teen Choice Awards
  - Chick-Flick
  - Candidatura Miglior attore in un film commedia a Jon Heder